# Sobiekurów
Sobiekurów – przysiółek wsi Tęcza w Polsce w województwie świętokrzyskim, w powiecie opatowskim, w gminie Iwaniska. Leży przy drodze wojewódzkiej nr 757.
W latach 1975–1998 miejscowość należała administracyjnie do województwa tarnobrzeskiego.